# 애니플렉스
주식회사 애니플렉스(Aniplex Inc.)는 주로 애니메이션의 기획·제작 및 판매를 주요사업으로 하는 일본의 기업이다. 소니그룹 산하의 소니 뮤직 엔터테인먼트(SMEJ)의 자회사다.

## 역사
1995년 9월, 소니 픽처스 엔터테인먼트(SPEJ)의 자회사로 주식회사 SPE・뮤직 퍼블리싱이라는 상호로 설립.
1997년 1월에 SME가 자본을 투자하여, 주식회사 SPE・비주얼웍스로 상호를 변경, 소니 뮤직 그룹의 아티스트 비디오 이외의 영상제작을 담당하는 회사로 바뀌었다. 이후, 특히 애니메이션 사업에 주력. 2001년 1월에는 SMEJ의 완전 자회사가 되어 상호도 주식회사 SME・비주얼웍스로 변경하였다.
2003년 4월, SMEJ에서 당사를 포함한 비 음악분야를 소니 컬처 엔터테이먼트 (2006년 12월에 SMEJ에 흡수합병된다.)로 분리함에 따라 상호를 주식회사 애니플렉스로 변경. 〈Aniplex〉는 애니메이션(Animation)에서 파생하는 권리 비지니스의 복합체(Complex)를 나타내는 조어이다. 또한 최근 사용하고 있는 소니 뮤직 그룹의 각 사에서 공통으로 사용하고 있는 로고 디자인과도 매우 다르다.
2005년에는 도쿄도 스기나미구에 〈주식회사 A-1 Pictures〉를 설립하여 애니메이션 실제작도 꾀하고 있다.
〈애니플렉스〉라는 회사명이지만, 실사 작품인 극장판 《NANA》나 TBS계열 방송 《세계유산》(블루레이판 한정)의 영상소프트 발매에도 참여하였다. 최근에는 애니메이션 제작이외의 분야인 버라이어티 방송 DVD나 컨텐츠리그에 참여하고 있는 예능사무소의 개그 라이브 DVD의 판권을 사기도 하였다.

## 연혁
- 1995년 9월 - SPE 뮤직 퍼블리싱 설립.
- 1997년 1월 - 소니 뮤직 엔터테인먼트 (SMEJ)와 소니 픽처스 엔터테인먼트(SPEJ)의 합병회사로서, 주식회사 SPE 비주얼웍스를 설립.
- 1998년 - 음악 영상작품의 출판사업 전개 시작. 이후 같은 회사의 관련 CD나 영상작품은 이곳에서 발매됨. 또한 게임계열 레이블에서 게임 음악 작품( 주로 플레이 스테이션이나 SCE 작품)의 발매도 담당한다.
- 2001년 1월 1일 - 소니 뮤직 엔터테인먼트의 100% 자회사가 됨. 상호를 주식회사 SME 비주얼웍스로 변경.
- 2003년 4월 1일 - 소니 뮤직 엔터테인먼트에서 비음악계 사업을 분리, 소니 컬처 엔터테인먼트가 설립됨에 따라 같은 회사의 산하로 이동하여 〈주식회사 애니플렉스〉로 상호 변경.
- 2005년 5월 9일 - 애니메이션 제작회사 〈주식회사 A-1 Pictures〉설립.
- 2005년 10월 1일 - Road and Sky Organization과 합병하여 음악 제작·성우 매니지먼트 회사인 〈주식회사 보이스&하트〉설립.
- 2006년 12월 1일 - 소니 뮤직 엔터테인먼트가 소니 컬처 엔터테인먼트를 흡수합병하여 다시 소니 뮤직 엔터테인먼트 산하로 이동.

## 소속 아티스트
- 이노우에 마리나[c]
- 쿠키타 카오루
- 히와타리 나나
- 오오타케 에이지
- Dolce de Musica
- 레 프레르(Les Frères)[d]
- 키타 슈헤이[e]

## 주요작품

### SPE 비주얼 웍스 시절
- 바람의 검심 (음악제작한정. 같은 계열인 SME본사(당시의)인 Sony Records에 일부 발매 및 판매 위탁. 영상 소프트는 당사에서 릴리즈)[f]
- 맑음 때때로 뿌이뿌이
- 우당탕탕 닥터지
- 왕부리 팅코
- 포포로 크로이스 이야기 (2기 (TX판)는 음악제작을 BMG JAPAN(현 Ariola Japan)에서 담당)
- GTO(애니메이션 판 한정. 단 일부 주제가는 타사에서 릴리즈 한 것이 있다. (제 1기 ED - 머큐리 ME(현 키티MME)에서 발매)
- 학교괴담 (엔딩 주제가를 부른 CASCADE의 앨범은 폴리도르에서 발매)
- 미소녀전사 세일러문
  - 미소녀전사 세일러문 SuperS
  - 미소녀전사 세일러문 세일러스타즈
- 큐티 하니
  - 큐티 하니 F
- 꼬마마법사 레미
  - 꼬마마법사 레미
  - 꼬마마법사 레미 샵

### SME 비주얼 웍스 → 애니플렉스
- 아쿠에와 카틴포
- R.O.D -READ OR DIE-
- R.O.D -THE TV-
- 달려라 이다텐
- 뱀파이어 기사
- 나만이 없는 거리
- 쇼에 어서 오세요
- 엔젤하트
- 엔젤 비트
- 왕도둑 징
- 크게 휘두르며 시리즈
- 대 에도 로켓
- 학원앨리스
- 그늘에서 지킨다!
- 카타나 가타리 (음악제작은 란티스가 담당)
- 카미츄! (주제가 제작은 브로콜리가 담당)
- 칸나기
- 키바
- 갤러리 페이크
- 금색의 코르다
- 은혼
- 파워 퍼프걸 Z
- 페어리테일
- 카레이도 스타
- 흑집사
- 교향시편 에우레카 세븐(음악제작만. DVD 발매는 반다이 비주얼에서 담당)
- 코제트의 초상
- 시귀
- 지옥소녀 시리즈
- 인조인간 키카이다
- 납치사 고요(음악제작만. DVD 발매는 미디어 팩토리)
- 스타 드라이버 빛의 타쿠토
- 스파이럴 추리의 끈
- 세기말 오컬트 학원
- 세키레이 시리즈
- 섬광의 나이트레이드
- 센코롤
- 전장의 발큐리아
- 젠마이 사무라이
- 소울 이터 (음악제작만. DVD 발매는 미디어 팩토리)
- 소·라·노·오·토
- 슈가슈가룬
- 슈퍼갤즈
- 플래그
- 009-1
- 흑의 계약자 시리즈
- 디 그레이맨
- 레터 비 (음악제작만. DVD 발매는 반다이 비주얼)
- 철완 버디 DECODE
- 지구로
- 델토라 퀘스트
- 듀라라라!!
- 천원돌파 그렌라간
- 천보이문 아야카시 아야시
- 토가이누의 피
- 나츠메우인장
- 나루토
- 나루토 질풍전
- 네리마 다이콘 브라더스
- 강철의 연금술사
- 강철의 연금술사 BROTHERHOOD
- 바케모노가타리
- 바카노!
- 파라다이스 키스
- 머나먼 시공 속에서-팔엽초-
- 블러드+
- 블리치
- 히다마리 스케치 시리즈 (음악제작은 란티스에서 담당)
- 페르소나 -트리니티 소울-
- 망념의 잠드
- 불꽃의 미라쥬
- 쓰리몬
- 미라클 트레인
- 따끈따끈 베이커리
- 라라의☆스타일기
- 러브★콤플렉스
- 로비와 케로비
- WORKING!!
- きららファンタジア

### 실사작품
- 세계유산
- NANA[g]
- 풍마의 코지로 (음악 협력만)
- RH플러스
- 여기는 그린우드 -청춘 남자 기숙사 일지-
- 시간을 달리는 소녀 (2010년 영화)

그외 다수

### DVD 판권
- 반짝반짝 아후로
- 사마즈X사마즈 (발매처: TV 아사히)
- 츠루베의 스지나시 (발매처: 주부 일본방송)
- 크리무 난또까 (발매처: TV 아사히)
- 사마즈식 (발매처: TBS)
- 호리사마즈 (발매처: TBS)
- 모야모야 사마즈 2 (발매처: TV도쿄)
- 오다이바 오와라이 도 (발매처: 후지TV)
- 폭소 레드 카펫(발매처: 후지TV)
- 우에다 채널 (발매처: TV 아사히)
- 폭소 온에어 배틀 *2010년 이후 발매작품으로 컨텐츠 리그에 참가하고 있는 소속사무소만 발매.
- 바나나염
- 바카치카라
- 오사무라 사마즈

## 같이 보기
- 소니 뮤직 엔터테인먼트 (일본)
- 소니 픽처스 엔터테인먼트 (일본)
- A-1 Pictures[h]
- 보이스 & 하트
- 덴쓰
- 마이니치 방송
- TBS
- NHK 교육 텔레비전
- 후지테레비
- TV 도쿄
- 도쿄 메트로폴리탄 텔레비전
- EMI 뮤직 재팬
- 본즈
- 란티스(일부 작품에서 음악제작 담당)
- 나루토 (라디오)
- 블리치 "B" 스테이션

### 내용주
1. ↑  2017년에 반쵸제작소에서 상호 변경
2. ↑  일본어: 株式会社アニプレックス 가부시키가이샤 아니푸렛쿠스[*]
3. ↑  데뷔 초기에는 보이스&하트 소속. 또한 현재는 시그마 세븐으로 이적.
4. ↑  소속 레코드 회사는 유니버설 뮤직.
5. ↑  2009년부터 소속 사무사를 SOLID VOX(카게야마 히로노부·엔도 마사아키가 실질적으로 오너를 맡고 있는 음악 사무소)로 이적. 이에 란티스 및 글로리헤븐 레이블에서도 음반 발매를 하게 되었다.
6. ↑  주제가 일부는 트라이어드/콜롬비아(엘리먼트 카시마시)나 포니캐년(보니 핑크)처럼 동종업계 타사에서 릴리즈한 곡도 있다.
7. ↑  극장판 한정, NTV계열 TV 애니메이션 판은 Vap에서 발매
8. ↑  주로 애니플렉스 중심. 단 일부 작품은 동종업계 타사와 제휴하여 제작.

### 참조주
1. ↑  “グループ会社役員人事について” (PDF). ソニー・ミュージックエンタテインメント. 2019년 4월 1일. 2019년 7월 1일에 확인함.
2. ↑  “会社概要”. 株式会社アニプレックス. 2023년 6월 19일. 2023년 9월 22일에 확인함.
3. ↑  “アニプレックス、2023年3月期の決算は売上高15%減の1526億円、営業利益18%減の296億円と2ケタ減収減益”. 《gamebiz》. 2023년 6월 26일. 2023년 11월 9일에 확인함.
4. ↑  “소니 픽처스 회사안내 홈 엔터테인먼트”. 2011년 12월 13일에 원본 문서에서 보존된 문서. 2013년 9월 17일에 확인함.
5. ↑  소니 뮤직 그룹 컴퍼니 사이트 프레스 릴리즈 - 자회사의 변경에 대해 2003년 3월 6일[깨진 링크(과거 내용 찾기)]